# Sankt Demetrius kyrka, Dobratin
Sankt Demetrius kyrka (serbisk kyrilliska: Црква Светог Димитрија; latinska: Crkva Svetog Dimitrija) är en serbisk-ortodox kyrkobyggnad belägen i byn Dobratin i kommunen Lipjan, i östra Kosovo.
Kyrkan är helgad åt den kristna martyren Sankt Demetrius av Thessaloniki och tillhör Raškas och Prizrens stift.

## Historik
Sankt Demetrius kyrka i Dobratin byggdes år 1825 av invånarna i byn. Kyrkans interiör och ikonostas målades av Kostandin av Veles år 1826.

## Kyrkan
Kyrkan är enskeppig och gjord av huggen sten.

## Bilder

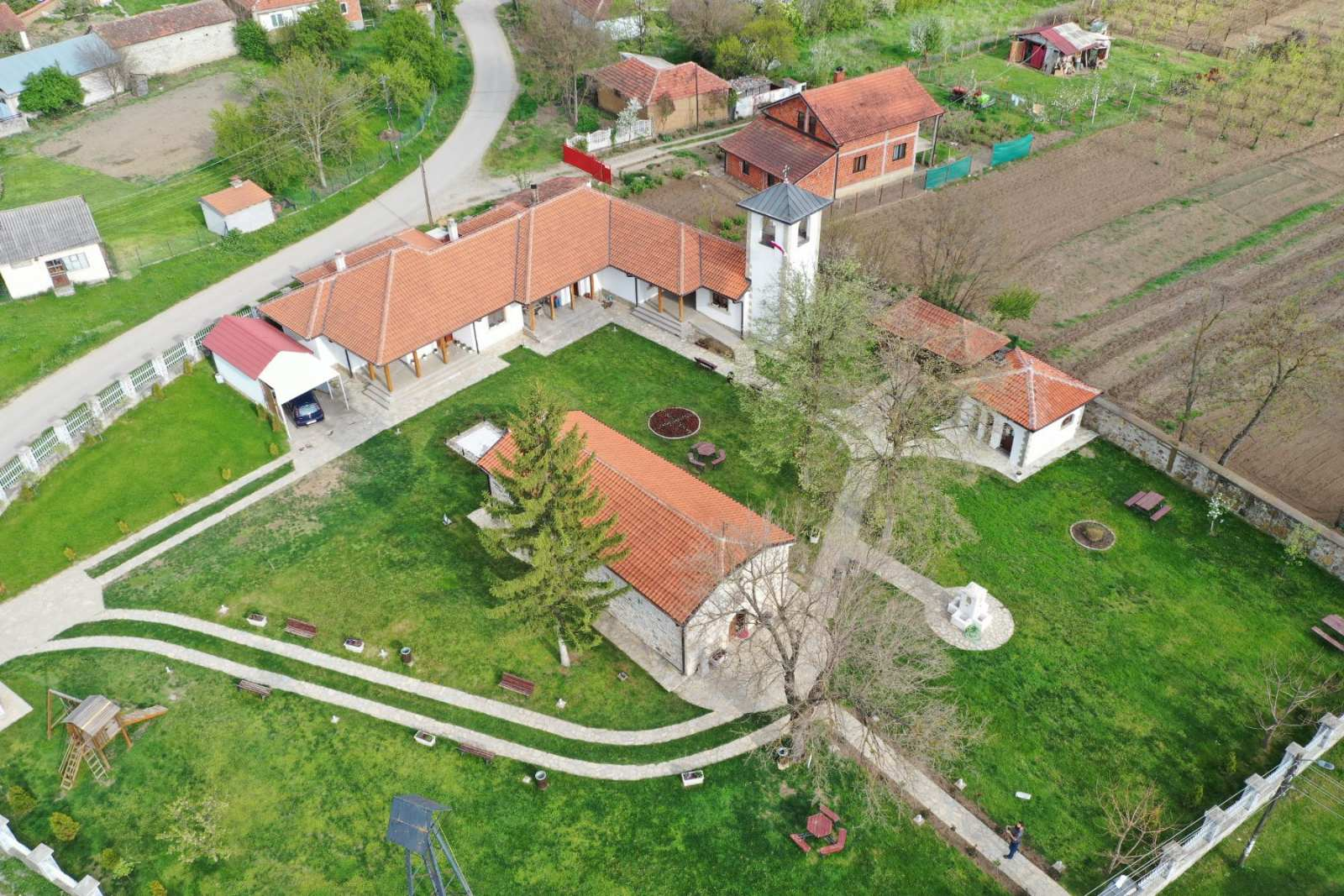
Kyrkan från luften.
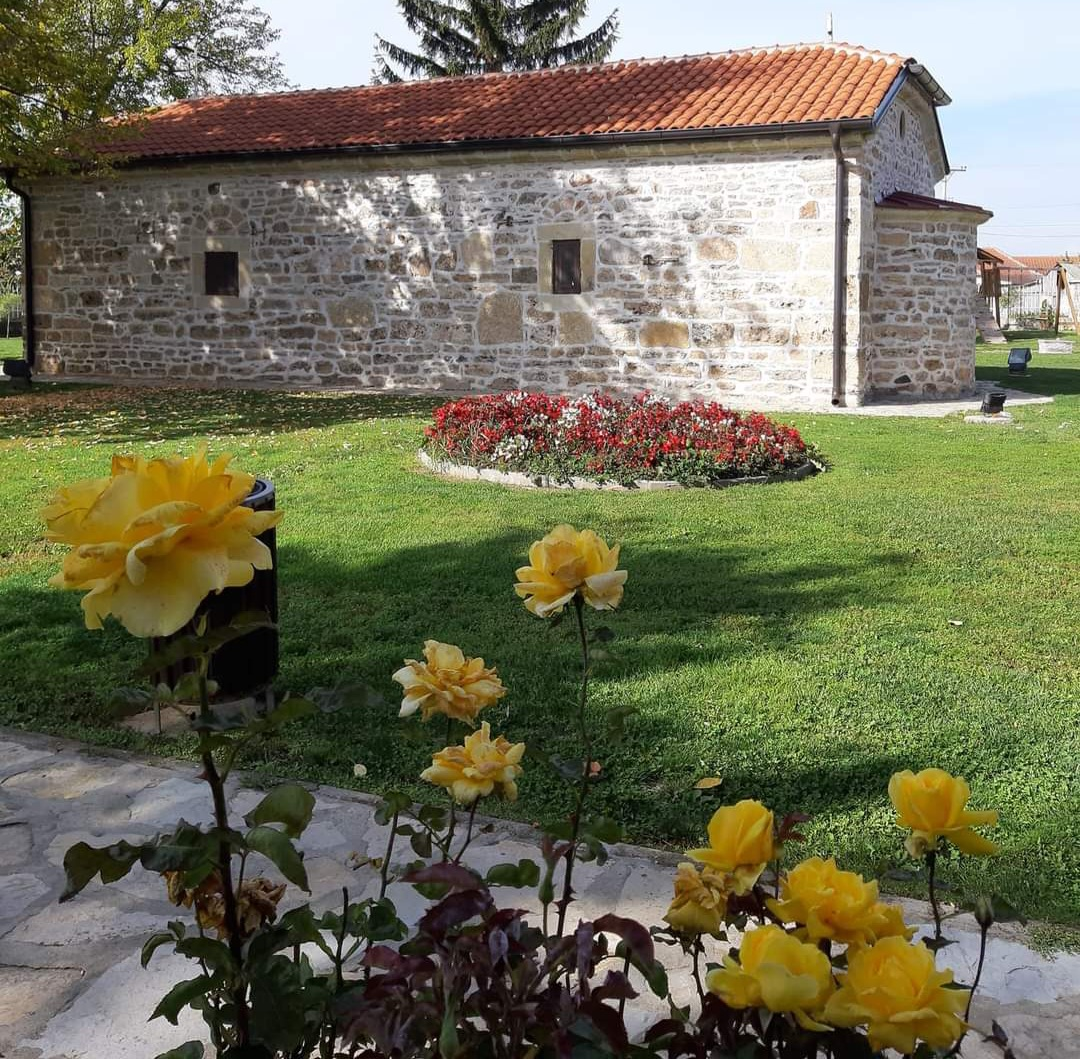
Kyrkan från sidan.
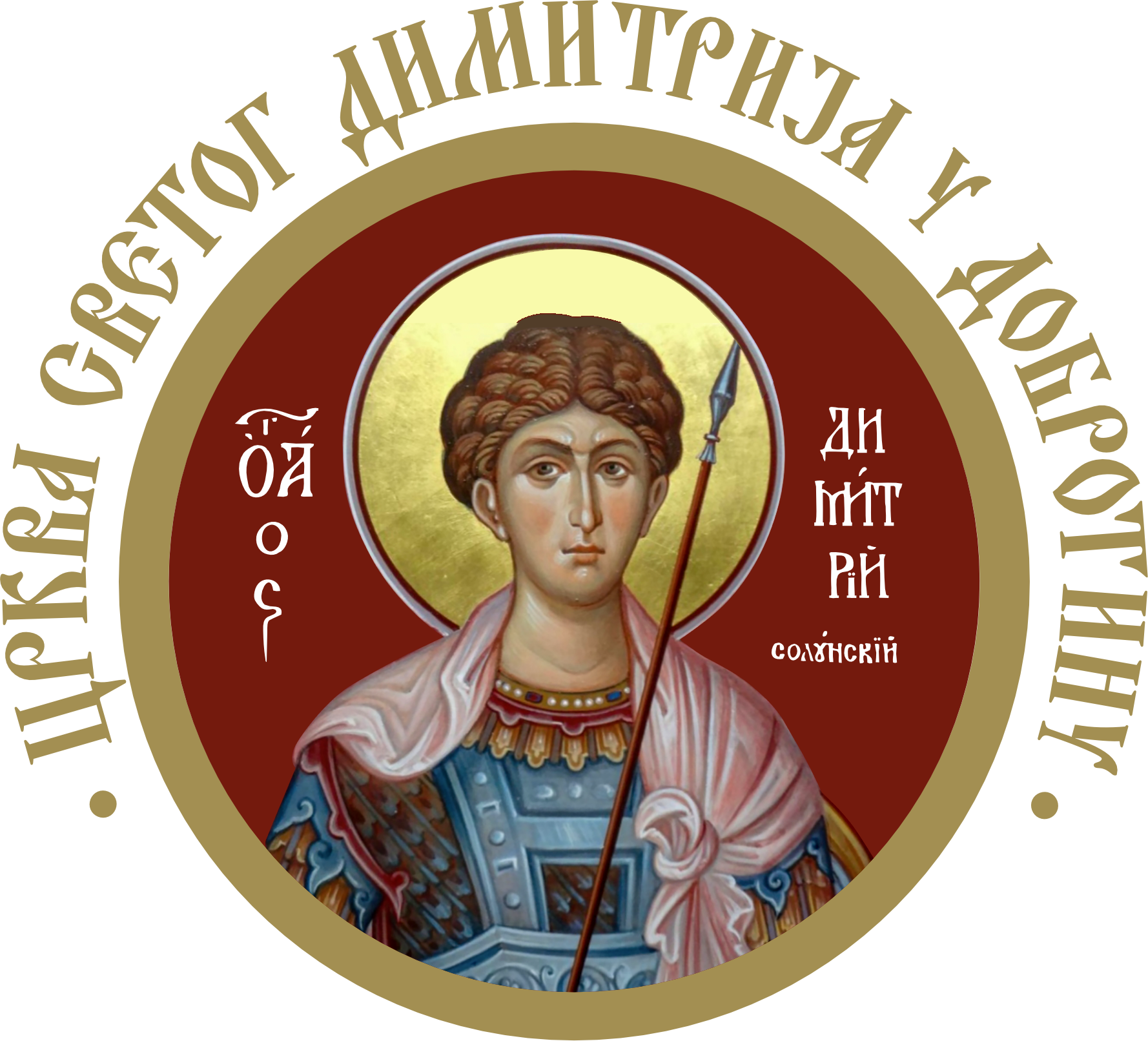
Kyrkans egna logotyp.